# Йордан Мишов
Йордан Мишов е български революционер, четник, деец на Вътрешната македоно-одринска революционна организация.

## Биография
Йордан Мишов е роден в село Чифлик, Кочанско, тогава в Османската империя, днес в Северна Македония. Влиза във ВМОРО, четник е в Кочанско при Симеон Клинчарски и Мице Блатцалията. В 1914 година е четник на Георги Траянов и в 1915 година на Яне Велинов и на Христо Хаджиандонов и Мише Кръстев в 1915 година.
През Първата световна война, по случай 15-ата годишнина от Илинденско-Преображенското въстание, е награден с народен орден „За военна заслуга“, VІ степен, за заслуги към постигане на българския идеал в Македония.